# Allium roylei
Variété
Classification APG III (2009)
Allium roylei est une espèce végétale à bulbe en forme d'œuf, géophyte, que l'on trouve dans les hauteurs de l'Himalaya du Pakistan et en Inde, ainsi qu'en Afghanistan. Son ombelle est hémisphérique, avec des fleurs rougeâtres,,.

## Description
les bulbe sont ovoïdes, de 2 à 3 cm de long. Leur enveloppe externe membraneuse-scarieuse est brun rougeâtre. La hampe florale de 20 à 40 cm de hauteur  avec une base couverte de feuilles. Les feuilles 1-3,sont linéaires, larges de 1-2 mm, cannelées, non fistuleuses. L'ombelle hémisphérique, de 2 à 3 cm de diamètre. Les tépales sont ovales, de 6-8 mm de long, rougeâtres, aigus. Les sont filets plus longs que les tépales, internes avec 2 dents à la base de chacun. Le style est filiforme.